# Ardòvol
Ardòvol es una entidad de población española del municipio de Prulláns, perteneciente a la provincia de Lérida, en la comunidad autónoma de Cataluña.

## Toponimia
El lugar puede aparecer referido como «Ardòvol» y «Ardebol».

## Historia
Hacia mediados del siglo XIX, el lugar, ya por entonces perteneciente a Prulláns, tenía contabilizada una población de veintiséis habitantes. Aparece descrito en el segundo volumen del Diccionario geográfico-estadístico-histórico de España y sus posesiones de Ultramar de Pascual Madoz con las siguientes palabras:

ARDEBOL: ald. en la prov. de Lérida, part. jud. y dióc. de Seo de Urgel, térm. municipal, y parr. de Prullans (V.): sit. en terreno montuoso: pobl. 6. vec., 26 almas.
(Madoz, 1845, p. 498)

En 2022, tenía empadronados seis habitantes.